# Carex gmelinii
Carex gmelinii är en halvgräsart som beskrevs av William Jackson Hooker och George Arnott Walker Arnott. Carex gmelinii ingår i släktet starrar, och familjen halvgräs. Inga underarter finns listade i Catalogue of Life.